# قائمة البعثات الدبلوماسية في أنغولا

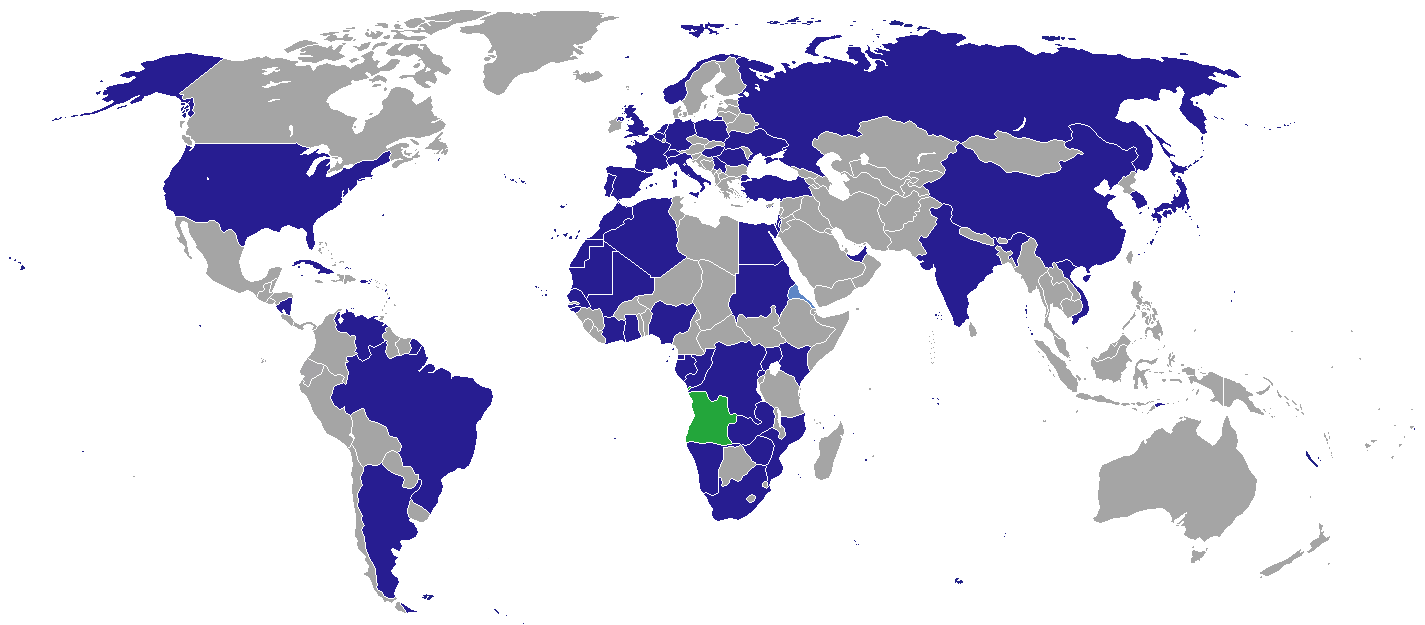
خريطة البعثات الدبلوماسية في أنغولا

هذه قائمة البعثات الدبلوماسية في أنغولا. هناك حاليا 51 سفارة في لواندا، وكثير من البلدان تملك قنصلية تمثلها في المدن الأنغولية الأخرى (لا تشمل القنصليات الفخرية).

## السفارات في لواندا
| - الجزائر - الأرجنتين - بلجيكا - البرازيل - بلغاريا - الرأس الأخضر - الصين - الكونغو - ساحل العاج - كوبا - جمهورية الكونغو الديمقراطية - مصر - غينيا الاستوائية - فرنسا - الغابون - ألمانيا - غانا - الفاتيكان - الهند - إسرائيل - إيطاليا - اليابان - كوريا الجنوبية - ليبيا - مالي - المغرب | - موزمبيق - ناميبيا - هولندا - نيجيريا - النرويج - فلسطين - بولندا - البرتغال - رومانيا - روسيا - الجمهورية العربية الصحراوية الديمقراطية - ساو تومي وبرينسيب - صربيا - جنوب أفريقيا - إسبانيا - السويد - سويسرا - تركيا - أوكرانيا - المملكة المتحدة - الولايات المتحدة - فنزويلا - فيتنام - زامبيا - زيمبابوي |

## بعثات دبلوماسية أخرى في لواندا
- الاتحاد الأوروبي (بعثة)

### القنصليات فيبنغيلا
- البرتغال القنصلية العامة

## السفارات غير المقيمة
| - أستراليا (بريتوريا) - النمسا (هراري) - بوتسوانا (ويندهوك) - الكاميرون (برازافيل) - كندا (هراري) - تشيلي (بريتوريا) - كرواتيا (لشبونة) - قبرص (لشبونة) - جمهورية التشيك (بريتوريا) - الدنمارك (لوساكا) - فنلندا (مابوتو) - اليونان (كينشاسا) | - المجر (بريتوريا) - إندونيسيا (ويندهوك) - أيرلندا (مابوتو) - ليسوتو (بريتوريا) - مالطا (لا فاليتا) - المكسيك (بريتوريا) - باراغواي (بريتوريا) - سلوفاكيا (بريتوريا) - سوازيلاند (مابوتو) - ترينيداد وتوباغو (بريتوريا) - الأوروغواي (بريتوريا) |